# Sericania ohtakei
Sericania ohtakei är en skalbaggsart som beskrevs av K. Sawada 1955. Sericania ohtakei ingår i släktet Sericania och familjen Melolonthidae. Inga underarter finns listade i Catalogue of Life.